# Stari Rim i vino
Stari Rim je igrao ključnu ulogu u istoriji vina. Najraniji uticaji italijanskog poluostrva na vinogradarstvo mogu se pratiti od starih Grka i Etruraca. Uspon Rimskog carstva video je i tehnološki napredak i rastuću svest o proizvodnji vina, koja se proširila na sve delove carstva. Uticaj Rima je ostavio dubok trag na istoriju današnjih glavnih vinarskih regiona u Francuskoj, Nemačkoj, Italiji, Portugaliji i Španiji.
Rimsko verovanje da je vino svakodnevna potreba učinilo je piće „demokratskim“ i sveprisutnim; u raznim kvalitetima, bilo je dostupan robovima, seljacima i aristokratama, muškarcima i ženama. Da bi se obezbedilo stabilno snabdevanje vinom rimskih vojnika i kolonista, vinogradarstvo i proizvodnja vina proširili su se na sve delove carstva. Ekonomske prilike koje je pružala trgovina vinom privukle su trgovce da posluju sa plemenima poreklom iz Galije i Germanije, donoseći rimske uticaje u ove regione čak i pre dolaska rimske vojske. Dokazi o ovoj trgovini i dalekosežnoj antičkoj vinskoj ekonomiji najčešće se nalaze na amforama – keramičkim posudama koje su se koriste za skladištenje i transport vina i drugih roba.
Dela rimskih pisaca – pre svega Katona, Kolumele, Horacija, Katula, Paladija, Plinija, Varona i Vergilija – pružila su uvid u ulogu vina u rimskoj kulturi, kao i o savremenom razumevanju vinarstva i vinogradarskih praksi. Mnoge tehnike i principi koji su prvi put razvijeni u drevnim rimskim vremenima mogu se naći u savremenom vinarstvu.

## Spoljašnje veze
- "Wine and Rome"
- "Roman Wine: A Window on an Ancient Economy"
- Emlyn K. Dodd (2020). Roman and Late Antique wine production in the eastern Mediterranean, Archaeopress.  978-1-78969-402-4